# RAVEN (漫画)
『RAVEN』（レイブン）は結城二十六の漫画作品。羅龍王の血を引く主人公の羚汶（れいぶん）が、機械の化け物である電龍を倒すために冒険するという話である。